# ウィンフィールド・テンプル
ウィンフィールド・リーロイ・テンプル（英語: Winfield Leroy Temple, 1875年11月4日 - 1957年8月13日）は、アメリカ合衆国の法律家、政治家。

## 生涯
マサチューセッツ州ミドルセックス郡マールボロに生まれる。ダートマス大学で法学を学び、1897年に卒業した。その後はボストン大学ロー・スクールに進み、マールボロに戻って弁護士になった（1918年9月の時点でマールボロの201 Church Streetに居住、181 Main Streetに勤務）。1926年から1929年までマールボロ市長の地位にあり、その後はマールボロ地方裁判所の判事補を務めた。1957年に81歳で死去、マールボロのロックローン墓地に葬られた。